# The Decline of Eastern Christianity: From Jihad to Dhimmitude
The Decline of Eastern Christianity under Islam: From Jihad to Dhimmitude (ISBN 0-8386-3678-0) er en bog fra 1996 af den britisk / egyptisk forfatterinde, historiker og forsker Bat Ye'or.
Bogen er en oversættelse med små tilføjelser af den fransksprogede Les Chrétientés d'Orient : Entre jihad et dhimmitude VIIe-XXe siècle (ISBN 2-86553-197-X). Bogen er udgivet på Fairleigh Dickinson University Press.

## Citater
- Ikke-muslimerne der kommer under islamiske overherredømme gives en slags sikkerhedsgaranti for at beskytte dem mod jihad, så længe de acceptere en tilstand af ydmygelse og fuldstændig mindreværd i forhold til muslimerne.
- Islam frigør ikke dhimmierne (religiøse minoriteter) eller anerkender at jihad og dhimmitude er onde institutioner. Rent faktisk siger de at disse er gode institutioner. De anerkender ikke ondskaben i deres egen historie.
- Islam præsentere en idealiseret version af sig selv, som ikke er virkelig.
- Islam startede i år 622 og i år 640 blev jøderne og de kristne udvist fra Arabien.
- Hvad islamisterne kalder for islamisk territorium i dag, var alt sammen kristent territorium fra Portugal til Armenien, før 632 AD, da erobringen begyndte.

## Indhold
Bogen er en opfølgning af forfatterens bog The Dhimmi: Jews and Christians Under Islam fra 1985 og indeholder en del gentagelser.
I bogen dokumenterer Bat Ye'or situationen for ikke-muslimer, hovedsagligt kristne og jøder under islamisk overherredømme, og det sker på basis af muslimske førstehåndskilder og øjenvidner. Bogen gør op med myten om muslimsk tolerance overfor mindretal og beskriver i detaljer, hvorledes de ikke-muslimske samfund blev systematisk diskrimineret, forfulgt, ydmyget og dehumaniseret – og til sidst massakreret, tvangskonverteret eller i stor stil drevet til udslettelse eller eksil. Bogen er inddelt i to sektioner. I den første beskrives den overordnede historiske situation, kristne samfund måtte leve under i islamiske lande i Mellemøsten med speciel vægt på begreberne jihad og dhimmitude. Bat Ye'or peger på, at over 13% af Mellemøsten stadig var kristent for hundrede år siden, mens kun omkring 2% er det i dag. Den anden sektion er for størstedelen citater og oversættelser af hovedsagligt muslimske dokumenter, der beskriver situationen på første hånd og set gennem aktørernes egne øjne. Derudover indeholder bogen flere appendikser, indekser, noteafsnit, bibliografier og leksikon over anvendte begreber.
Selv beskriver Bat Ye'or bogen som et forsøg på at analysere de forskellige processer, der ledte til at tidligere, rige og magtfulde kristne civilisationer blev transformeret til islamiske lande, og de langtrækkende virkninger, der havde reduceret indfødte kristne majoritetsbefolkninger til små spredte religiøse minoriteter – som nu langsomt er ved helt at forsvinde .

## Anmeldelse
Sidney Griffith fra International Journal of Middle East Studies beskriver bogen som uhyre vigtig i sin ide, om end mangelfuldt udført. Mordechai Nisan fra Jerusalem Post beskriver den som en modig redegørelse for kristen nedgang under Islam i Mellemøsten.

## Eksterne henvendelser
- Anmeldelse af Sidney H. Griffith, International Journal of Middle East Studies, Vol. 30, No. 4
- Anmeldelse af Preston John
- Anmeldelse af Mordechain Nisan, Jerusalem Post